# 702
Năm 702 trong lịch Julius.